# Anguilla aux Jeux du Commonwealth de 2022
Anguilla doit participer[Passage à actualiser] aux Jeux du Commonwealth de 2022 qui se tiendront[Passage à actualiser] à Birmingham, en Angleterre. Ce sera[Passage à actualiser] la septième participation d'Anguilla aux Jeux du Commonwealth.
L'équipe d'Anguilla était composée de treize athlètes (douze hommes et une femme) en compétition dans quatre sports.

## Athlètes
On s'attend à ce qu'Anguilla envoie un contingent de 13 concurrents aux Jeux.
Voici la liste du nombre de concurrents participant aux Jeux par sport/discipline.
| Sport             | Hommes | Femmes | Total |
| ----------------- | ------ | ------ | ----- |
| Athlétisme        | 5      | 1      | 6     |
| Boxe              | 2      | NC     | 2     |
| Cyclisme          | 4      | NC     | 4     |
| Sports aquatiques | 1      | NC     | 1     |
| Total             | 12     | 1      | 13    |

## Athlétisme
| Athlète         | Épreuve        | 1er tour | 1er tour | Demi-finale | Demi-finale | Finale | Finale |
| Athlète         | Épreuve        | Temps    | Rang     | Temps       | Rang        | Temps  | Rang   |
| --------------- | -------------- | -------- | -------- | ----------- | ----------- | ------ | ------ |
| Davin Fleming   | 100 m masculin |          |          |             |             |        |        |
| Terrone Webster | 100 m masculin |          |          |             |             |        |        |
| Tri-Tania Lowe  | 100 m féminin  |          |          |             |             |        |        |
| Mauriel Carty   | 200 m masculin |          |          |             |             |        |        |
| Saymon Rijo     | 200 m masculin |          |          |             |             |        |        |
| Aiden Hazzard   | 400 m masculin |          |          |             |             |        |        |

## Boxe
| Athlète           | Épreuve                | 16e de finale       | 8e de finale        | Quarts de finale    | Demi-finale         | Finale              | Finale |
| Athlète           | Épreuve                | Adversaire Résultat | Adversaire Résultat | Adversaire Résultat | Adversaire Résultat | Adversaire Résultat | Rang   |
| ----------------- | ---------------------- | ------------------- | ------------------- | ------------------- | ------------------- | ------------------- | ------ |
| Curlun Richardson | Poids mi-lourds hommes |                     |                     |                     |                     |                     |        |
| Japheth Olton     | Poids lourds hommes    | NC                  |                     |                     |                     |                     |        |

## Cyclisme
Une équipe de quatre cyclistes a été sélectionnée le 4 avril 2022.

### Route
| Athlète            | Épreuve                   | Temps | Rang |
| ------------------ | ------------------------- | ----- | ---- |
| Danny Laud         | Course en ligne masculine |       |      |
| Hasani Hennis      | Course en ligne masculine |       |      |
| Zambezi Richardson | Course en ligne masculine |       |      |
| Delroy Carty       | Course en ligne masculine |       |      |
| Hasani Hennis      | Contre-la-montre masculin |       |      |
| Delroy Carty       | Contre-la-montre masculin |       |      |

## Sports aquatiques
Anguilla a inscrit un nageur masculin, marquant les débuts du pays dans ce sport aux Jeux du Commonwealth.

### Natation
| Athlète   | Épreuve                   | 1er tour | 1er tour | Demi-finale | Demi-finale | Finale | Finale |
| Athlète   | Épreuve                   | Temps    | Rang     | Temps       | Rang        | Temps  | Rang   |
| --------- | ------------------------- | -------- | -------- | ----------- | ----------- | ------ | ------ |
| Alex Lake | 100 m dos masculin        |          |          |             |             |        |        |
| Alex Lake | 100 m brasse masculin     |          |          |             |             |        |        |
| Alex Lake | 100 m nage libre masculin |          |          |             |             |        |        |
| Alex Lake | 50 m dos masculin         |          |          |             |             |        |        |
| Alex Lake | 50 m brasse masculin      |          |          |             |             |        |        |
| Alex Lake | 50 m nage libre masculin  |          |          |             |             |        |        |